# Duas Estradas
Duas Estradas este un oraș în Paraíba (PB), Brazilia.